# Radića Brdo
Radića Brdo je naseljeno mjesto u općini Travnik, Federacija Bosne i Hercegovine, BiH.

## Stanovništvo

### 1991.
Nacionalni sastav stanovništva 1991. godine, bio je sljedeći:
ukupno: 315
- Hrvati - 202
- Muslimani - 102
- Srbi - 6
- Jugoslaveni - 6

### 2013.
Nacionalni sastav stanovništva 2013. godine, bio je sljedeći:
ukupno: 230
- Hrvati - 131
- Bošnjaci - 97
- Srbi - 2